# Hieracium olympicum
Hieracium olympicum es una especie de planta con flor del género Hieracium, de la familia Asteraceae, orden Asterales.

## Distribución
Hieracium olympicum se distribuye por Bulgaria, Grecia y Turquía.

## Taxonomía
Fue descrita científicamente por Boiss.